# Omikroneilanden
De Omikroneilanden zijn een groep kleine eilanden en rotsen die behoren tot de Melchioreilanden en onderdeel vormen van de Palmerarchipel aan de noordwestelijke kust van het Antarctisch Schiereiland. De eilanden liggen in de Dallmannbaai net ten zuidoosten van Omega-eiland.
De naam van de eilanden is afgeleid van omikron, de vijftiende letter van het Griekse alfabet. De naam lijkt voor het eerst te zijn gebruikt op een Argentijnse kaart uit 1946, volgend op Argentijnse expedities naar deze eilanden in 1942 en 1943.